# Chiesa di San Damiano (Assisi)
La chiesa di San Damiano è un importante luogo di culto cattolico di Assisi, situato nella periferia meridionale della città.

## Storia
Il primo biografo di san Francesco, Tommaso da Celano, nella sua Vita prima, narra che nel 1205 san Francesco d'Assisi, dopo aver vagato nella campagna, entra nella chiesetta di san Damiano, nelle campagne di Assisi. Pregando davanti al crocifisso presente all'interno della chiesa, e dopo aver chiesto insistentemente luce per il suo cammino, fede e speranza, lo sente parlare e chiedergli per tre volte di "riparare la sua casa che va in rovina". Questo evento inciderà profondamente nella vita del santo che proprio qui, negli ultimi anni della sua vita, compose il Cantico delle creature. Il crocifisso ha un aspetto molto particolare: Cristo in croce non mostra sofferenza, ma sembra quasi ergersi per comunicare a braccia aperte un messaggio di speranza.
Tra il 1211 e il 1212, a seguito di una profezia di San Francesco, santa Chiara vi fondò un ordine di claustrali che vi risiedette fino al 1260. La stessa chiesa, secondo la storiografia cattolica, fu protagonista dei principali miracoli della santa: la moltiplicazione del pane, il dono dell'olio, la fuga dei saraceni dal chiostro, alcuni esorcismi e guarigioni, l'apparizione della croce sul pane davanti al papa.

## Descrizioni

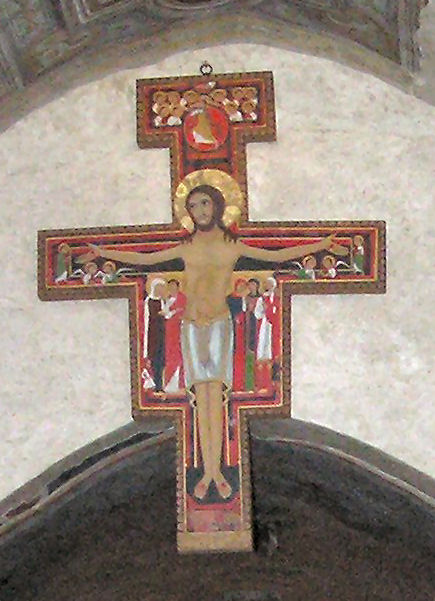
Copia del Crocifisso di San Damiano. L’originale è esposto nella Basilica di Santa Chiara.

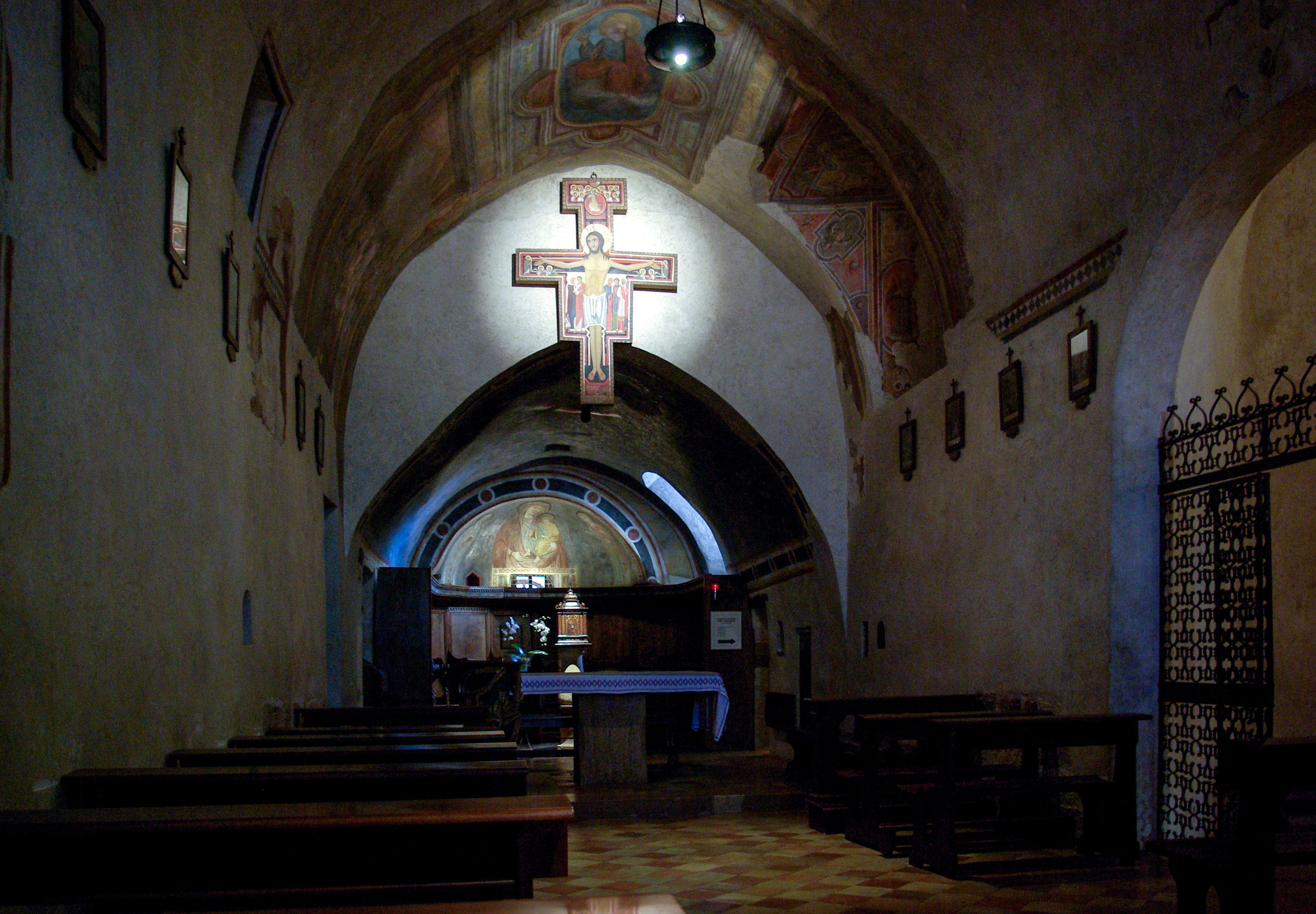
Interno

La chiesa e l'annesso convento francescano, sorgono fuori dall'abitato di Assisi, in direzione sud.

## Esterno
La facciata della chiesa è inglobata all'interno di una più grande, a capanna, che comprende anche gli ambienti ad essa adiacenti. L'ingresso è preceduto da un basso portico con tre arcate a tutto sesto sorrette da pilastri in mattoni; sopra l'arco centrale vi è un rosone cerchio.

## L'interno
L'interno della chiesa è a navata unica coperta con volta a botte ogivale. All'inizio della navata sono degli affreschi frammentari con la ﬁgura dell’Eterno, un episodio della vita di santa Chiara e alcune grottesche nella porzione di muro incavata attorno ad una ﬁnestra, dipinti da Vincenzo Giorgetti nel 1591.
A metà della parete di destra si apre una cappella laterale rettangolare che presenta, sull'altare, un pregevole Crocifisso ligneo opera di Innocenzo da Petralia che lo firmò nel 1637. 
In fondo alla navata, vi è la profonda abside, con volta più bassa rispetto a quella dell'aula; in essa trovano posto il moderno altare maggiore in pietra, il tabernacolo ligneo barocco e il coro dei monaci. Nel catino, vi è un affresco del XIV secolo raffigurante la Madonna col Bambino tra i santi Rufino e Damiano. 
Sull'arco absidale, invece, si trova una copia del Crocifisso di San Damiano (l'originale è custodito nella basilica di Santa Chiara).
L'organo a canne della chiesa è stato costruito nel 1957 dalla ditta organaria Tamburini di Crema, restaurato dalla ditta Balbiani Vegezzi-Bossi e dotato di una nuova consolle nel 1989. A trasmissione elettrica, dispone di 17 registri su due manuali e pedale.

## Galleria d'immagini

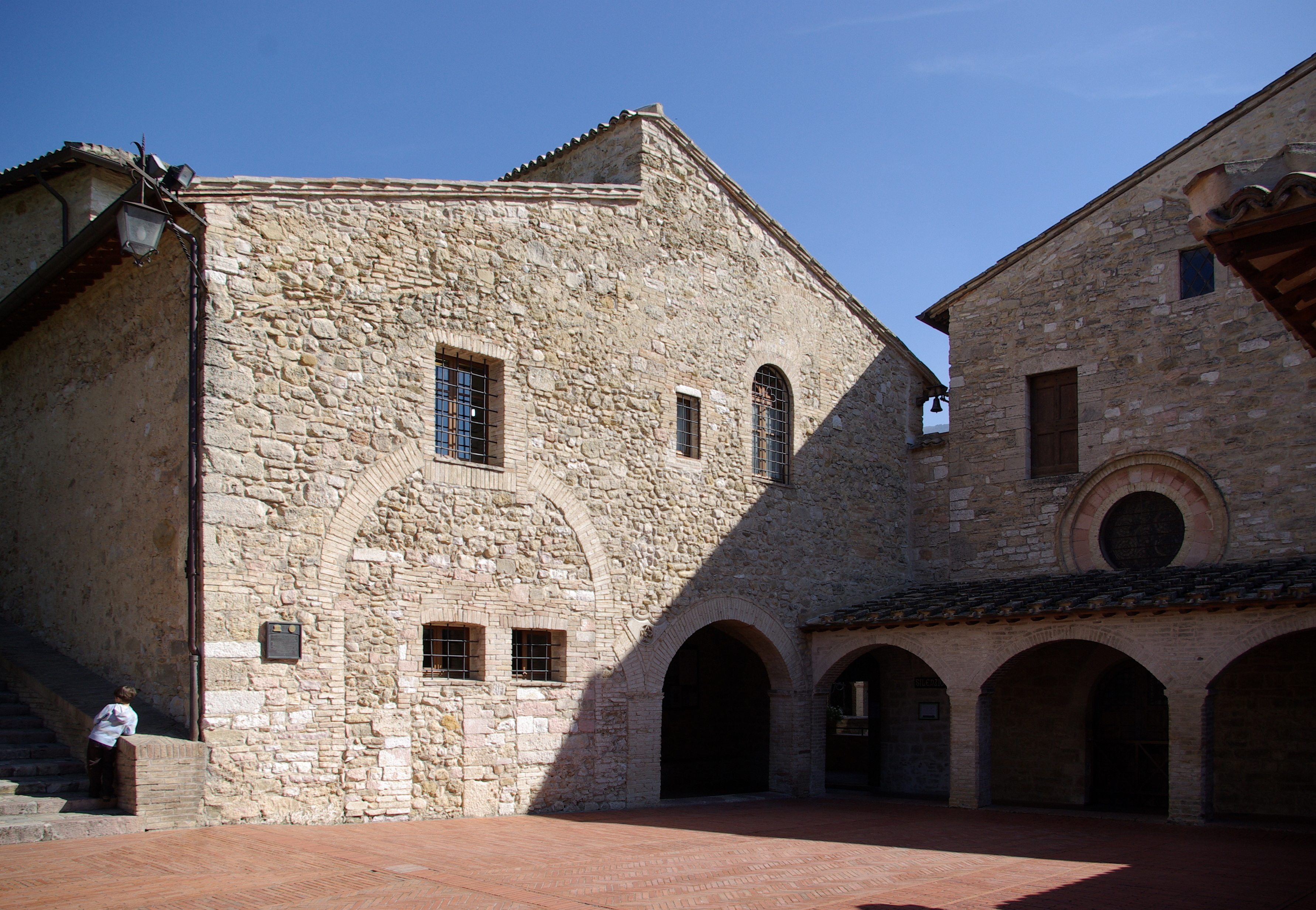
Esterno
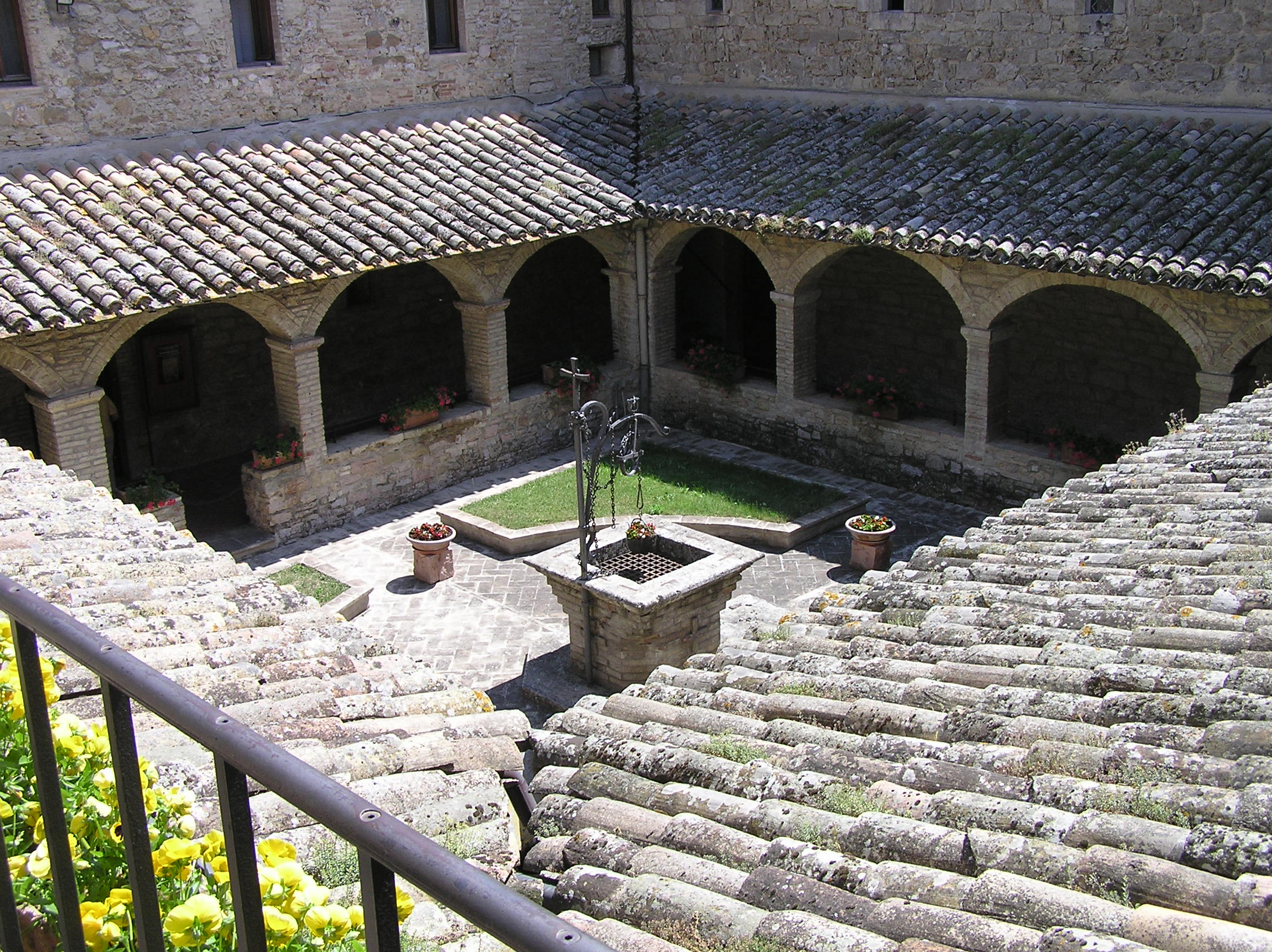
Il chiostro
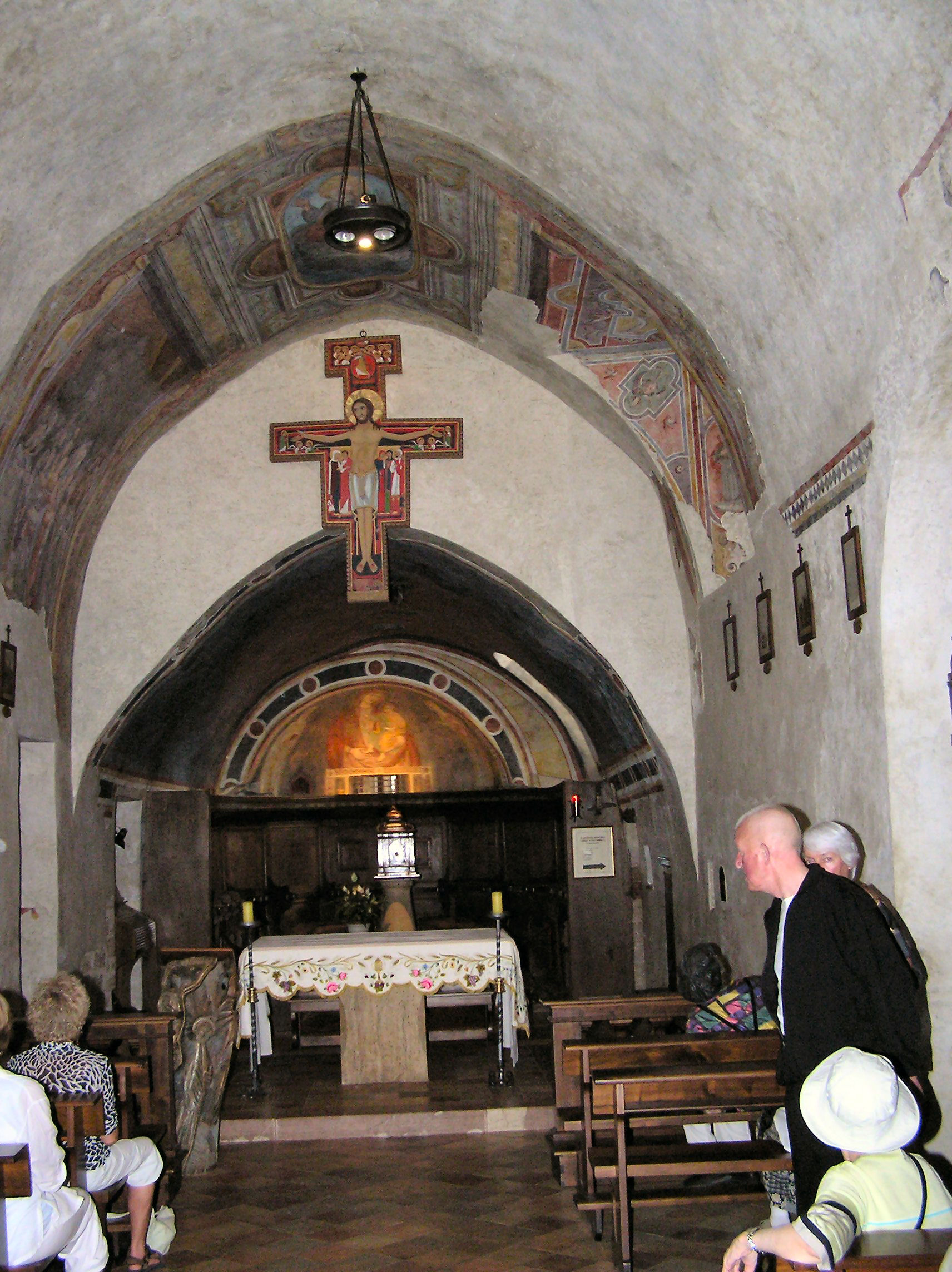
Interno della chiesa
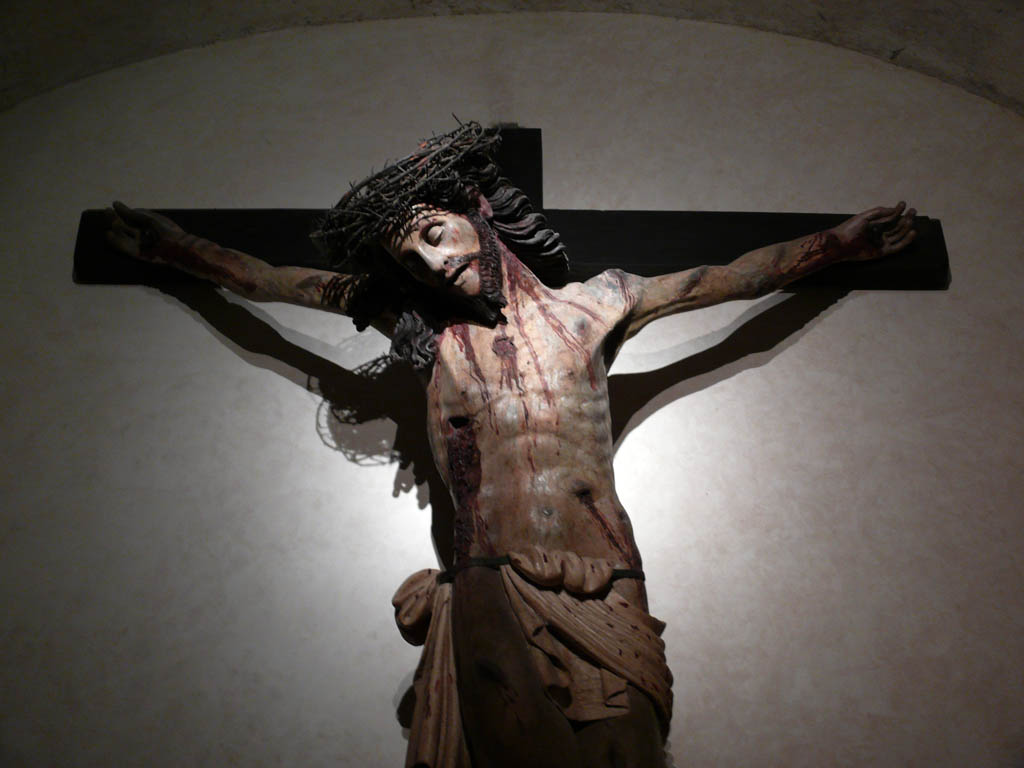
Il Crocifisso di Innocenzo da Petralia (1637)